# Općina Staro Nagoričane
Staro Nagoričane (makedonski: Старо Нагоричане) je jedna od 80 Općina na sjeveru Sjeverne Makedonije. 
Upravno sjedište ove općine je selo Staro Nagoričane.

## Zemljopisne osobine
Općina Staro Nagoričane graniči s državom Srbijom na sjeveru te s općinama: Kumanovo na zapadu, te s općinom: Kratovo na jugu, i općinom Rankovce na istoku.
Ukupna površina Općine Staro Nagoričane je 433,41 km².

## Stanovništvo
Općina Staro Nagoričane ima 4 840 stanovnika. Po popisu stanovnici Starog Nagoričana su;
- Makedonci = 3 906
- Srbi = 926
- ostali = 8

## Naselja u Općini Staro Nagoričane
Ukupni broj naselja u općini je 39, sva su sela i sjedište općine je u selu Staro Nagoričane.

## Pogledajte i ovo
- Staro Nagoričane
- Sjeverna Makedonija
- Općine Sjeverne Makedonije

## Vanjske poveznice
- Adresar makedonskih općina  Arhivirana inačica izvorne stranice od 22. srpnja 2009. (Wayback Machine)